# 瓦尔马斯克勒
瓦尔马斯克勒（法語：Valmascle，法語發音：[valmaskl]）是法国埃罗省的一个市镇，属于洛代沃区。

## 地理
瓦尔马斯克勒（43°35'46"N, 3°17'55"E）面积6.99 平方千米，位于法国奧克西塔尼大區埃罗省，该省份为法国南部沿海省份，南濒地中海，西南接奥德省，西北接塔恩省和阿韦龙省，东北与加尔省接壤。
与瓦尔马斯克勒接壤的市镇（或旧市镇、城区）包括：卡布里耶尔、梅里丰、孟德斯鸠、穆雷兹、佩泽讷莱米讷、萨拉斯克、瓦扬。

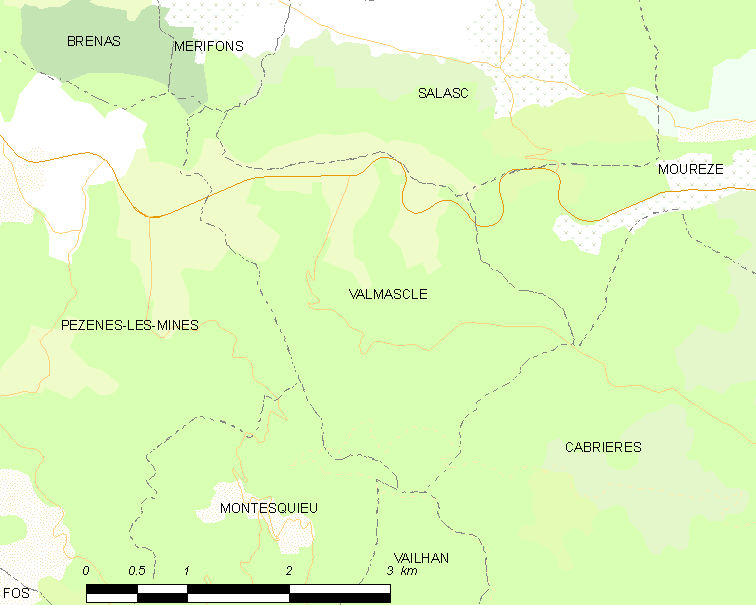
瓦尔马斯克勒的OSM定位图

瓦尔马斯克勒的时区为UTC+01:00、UTC+02:00（夏令时）。

## 行政
瓦尔马斯克勒的邮政编码为34800，INSEE市镇编码为34323。

## 政治
瓦尔马斯克勒所属的省级选区为克莱蒙莱罗县。

## 人口

1962-2008年间瓦尔马斯克勒人口变化图示

瓦尔马斯克勒于2022年1月1日时的人口数量为51人。